# Corey Maggette
Corey Antoine Maggette dit Corey Maggette est un joueur de basket-ball américain né le 12 novembre 1979 à Melrose Park, Illinois. Maggette mesure 1,98 m et évolue aux postes d'ailier et d'arrière.

## Biographie

### Collège et université
Corey Maggette étudie au collège de Fenwick dans l’Illinois, il y pratique le basket-ball ainsi que l’athlétisme, discipline dans laquelle il participe aux finales d’État au saut en longueur et au triple saut. Durant sa scolarité, il est nommé 3 fois à la « Parade All-American » et lors de sa dernière année de collège il est désigné comme MVP des Wendy’s Classic après avoir inscrit 35 points et attrapé 18 rebonds.
Ensuite il part étudier à l’université de Duke. Au sein des Blue Devils de Duke il participe au championnat NCAA et réalise une bonne saison (10,6 points et 3,9 rebonds). Au cours de son unique saison universitaire, il est sélectionné dans la « ACC All-Rookie team » et la « All-ACC Tournament second team ». Au côté d’Elton Brand, il participe à la qualification de l’équipe pour le Final Four, où il marque 8,5 points et attrape 3,7 rebonds en moyenne par rencontre.

### Carrière NBA
Il se présente à la Draft de la NBA en 1999 où il est sélectionné au premier tour comme 13e choix par les Supersonics de Seattle, qui le transfèrent immédiatement au Magic d'Orlando. Il effectue une saison rookie 1999-2000 prometteuse (8,4 points et 3,9 rebonds) en Floride avant de rejoindre la Californie et les Clippers de Los Angeles à partir de la saison 2000-2001. Lors de la saison 2000-2001 il met en avant ses qualités athlétiques lors du Slam Dunk Contest du All-Star Week-end.
Au fil des saisons, il devient un joueur important de l’effectif des Clippers, améliorant chaque année ses statistiques (10,0 points en 2001, 11,4 points en 2002, 16,8 points en 2003) il se constitue une place dans le 5 majeur au côté de son ancien équipier à Duke, Elton Brand. En 2003-2004 et 2004-2005 il est le meilleur marqueur de l’équipe avec 20,7 points et 22,2 points. Souvent blessé, il ne joue que 32 matches lors de la saison 2005-2006, où il contribue en fin de saison à la qualification en play-off des Clippers. À la suite de ses blessures il est placé sur le banc et remplie un rôle de 6e homme. Au cours de la saison 2006-2007, plusieurs rumeurs l’annoncent partant des Clippers, en réponse à ces rumeurs il réalise une saison solide notamment en lors des deux derniers mois où il marque 20,4 points, prend 6 rebonds, donne 4,3 passes décisives et réalise 1,1 interception en moyenne sur 24 matches, contribuant ainsi à la lutte qui oppose les Clippers aux Warriors pour la qualification en play-offs.
En juillet 2008, Maggette rejoint les Warriors de Golden State. Dans la franchise de San Francisco, il passe deux saisons réussies du point de vue individuel, mais l'équipe, composée de jeunes joueurs, obtient des résultats décevants.
En juillet 2010, il part aux Bucks de Milwaukee en échange de Charlie Bell et Dan Gadzuric ainsi qu'un deuxième tour de draft.
En juin 2011, il est envoyé aux Bobcats de Charlotte.
En juin 2012, il s'engage avec les Pistons de Détroit en échange de Ben Gordon.

### Big 3
Le 22 août 2018, à l'issue de la première saison de la Big 3, ligue de basket-ball créée par Ice Cube qui voit s'opposer deux équipes en 3 contre 3 dans des matchs de 50 points, il termine MVP de la saison au sein de son équipe, le Power. Il atteint les 16,9 points de moyenne avec une pointe à 34 points.

## Clubs successifs
- Magic d'Orlando (1999-2000)
- Clippers de Los Angeles (2000-2008)
- Warriors de Golden State (2008-2010)
- Bucks de Milwaukee (2010-2011)
- Bobcats de Charlotte (2011-2012)
- Pistons de Détroit (2012-2013)

## Palmarès
- Joueur ayant réussi le plus de lancers-francs sur une saison en 2004 (529).